# RoadBlasters
RoadBlasters est un jeu vidéo de course développé et commercialisé par Atari Games en 1987 sur borne d'arcade. Il a été adapté sur Amiga, Atari ST, Amstrad CPC, Commodore 64, ZX Spectrum en 1988, Nintendo Entertainment System et Lynx en 1990 et Mega Drive en 1991.